# جرفس
قرية جرفس هي إحدى القرى التابعة لمركز سنورس في محافظة الفيوم في جمهورية مصر العربية. حسب إحصاءات سنة 2006، بلغ إجمالي السكان في جرفس 8351 نسمة، منهم 4312 رجل و4039 امرأة.